# 包拯

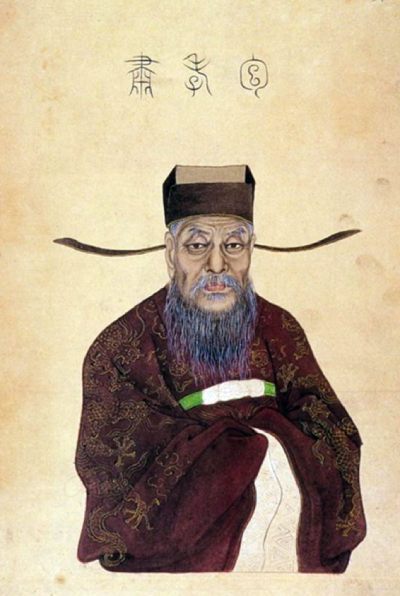
包孝肅公

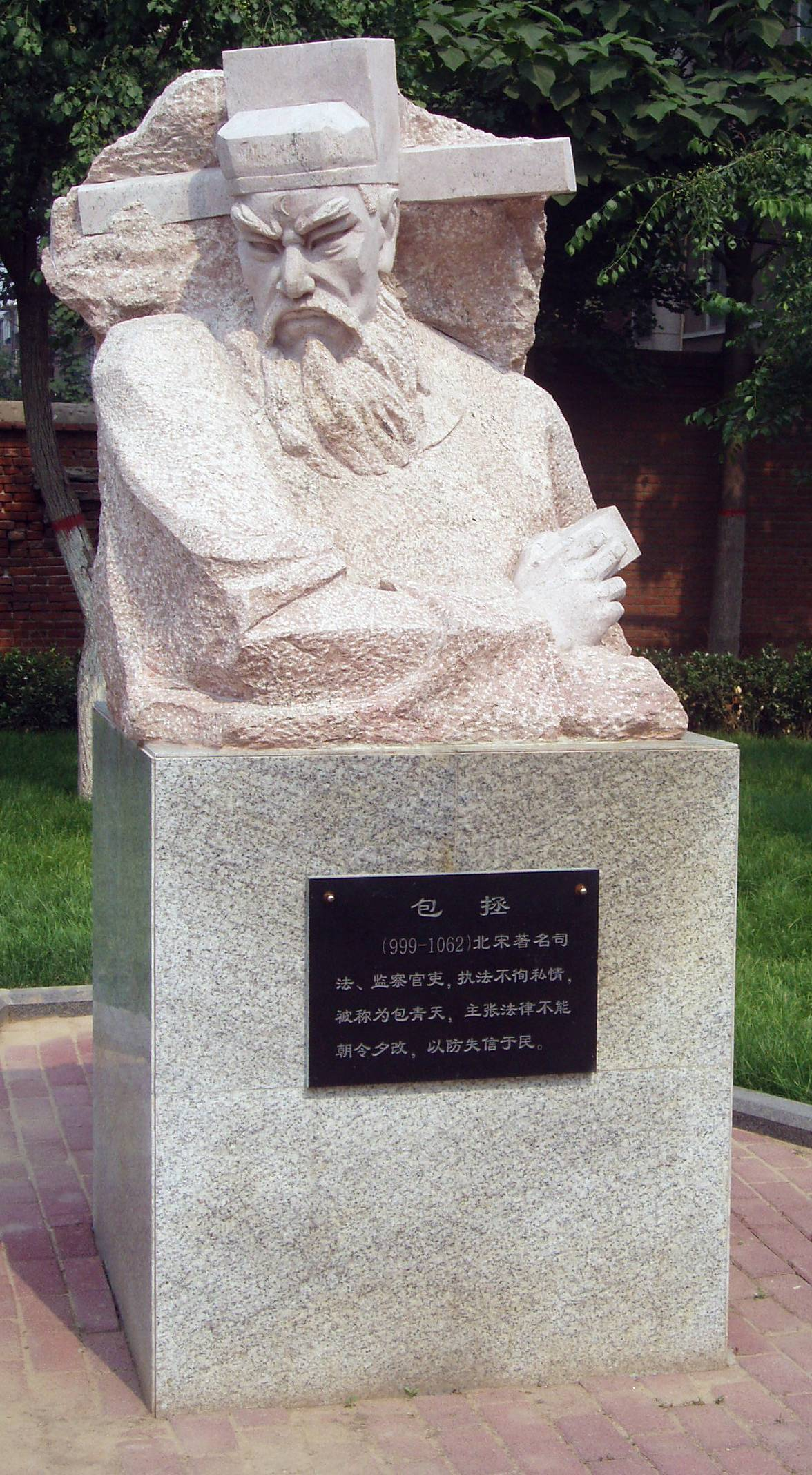
包拯像

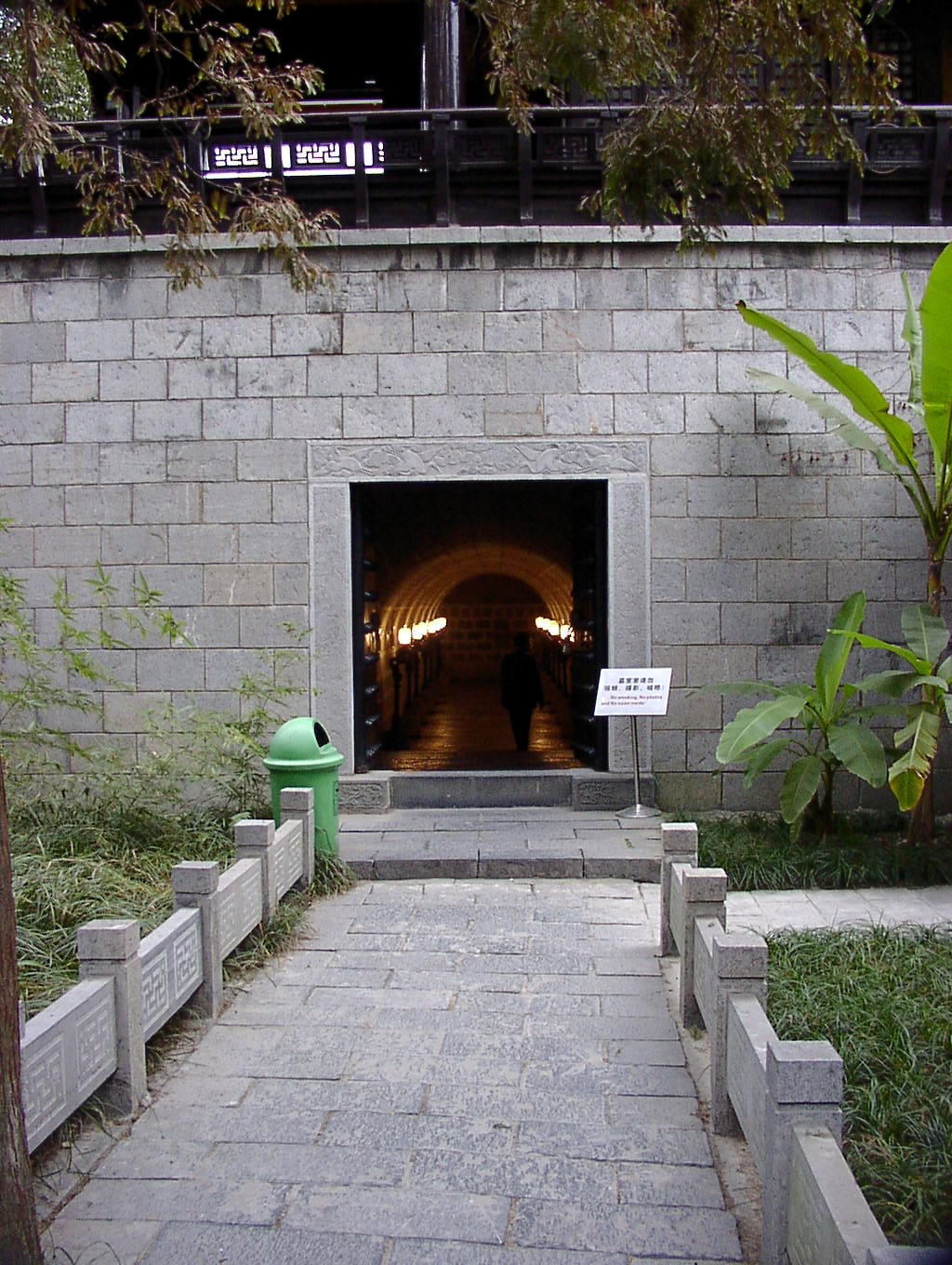
包拯の墓入口（合肥市）

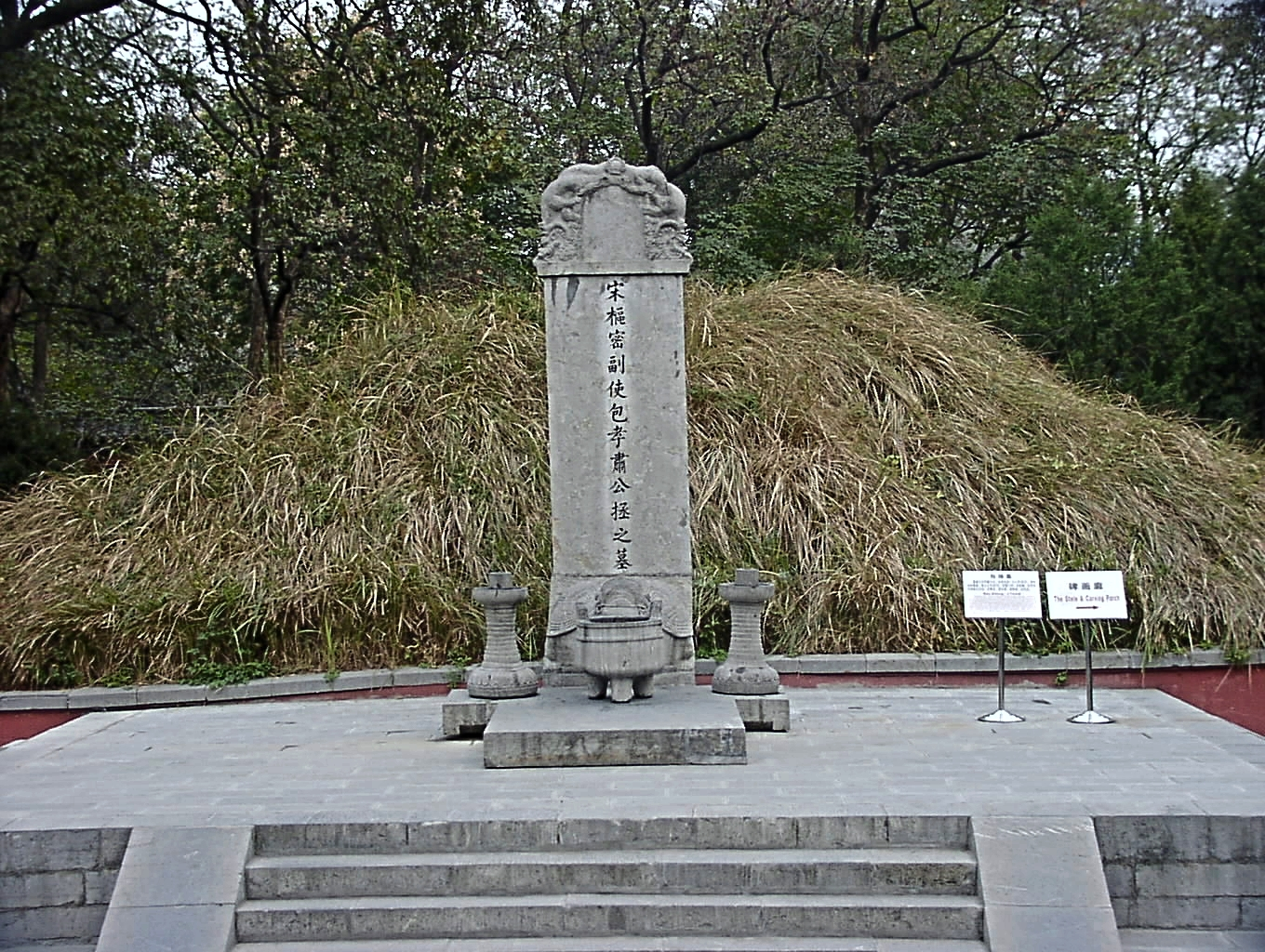
包拯の墓

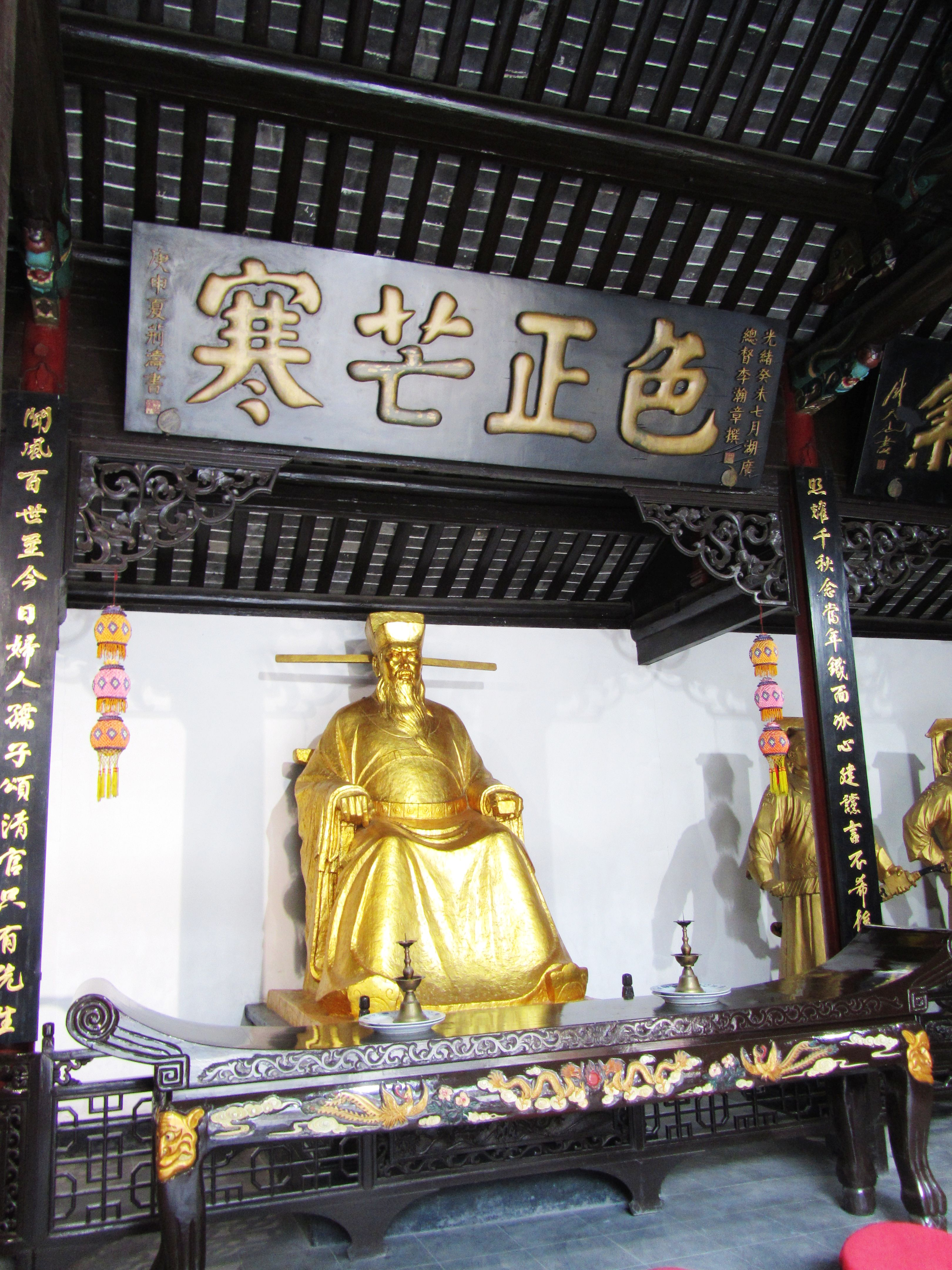
包拯の祠の彫像

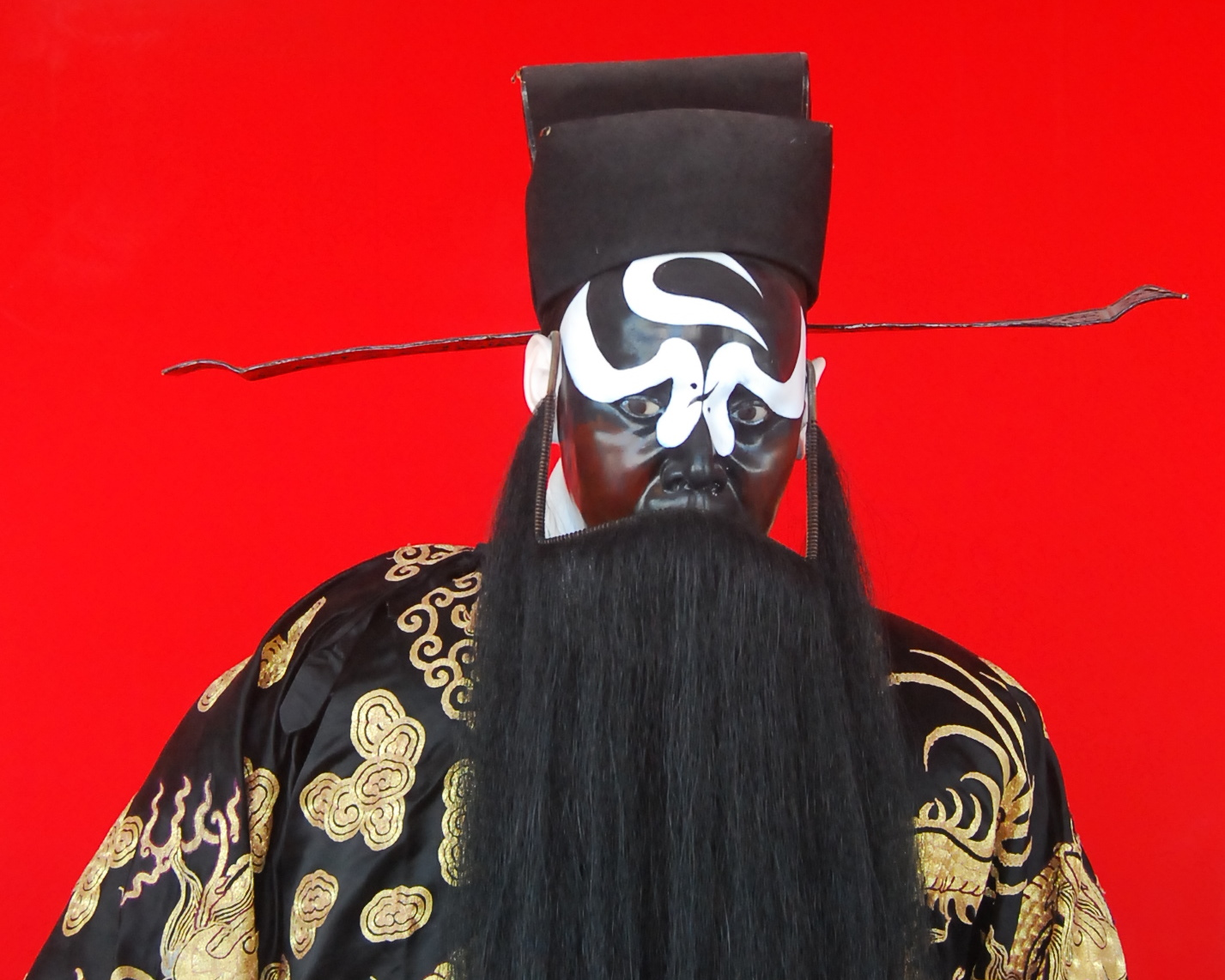
包拯に扮した京劇役者

包 拯（ほう じょう、咸平2年2月15日（999年3月5日）- 嘉祐7年5月24日（1062年7月3日））は、中国北宋の政治家。字は希仁。諡は孝粛。廬州合肥県の出身。包公、包待制、包青天とも呼ばれ、中華圏では子供から老人まで、あらゆる世代に知られた人物である。

## 生涯

### 人物
包拯の生涯は、北宋の歴史の3分の1以上を占める北宋の真宗・仁宗の2代67年の治世に重なる。在位期間は、真宗が26年（997年 - 1022年）、仁宗が42年（1022年 - 1063年）である。
真宗の在位期は若き頃で、故郷の合肥で学問に励んでいた。包拯が活動した時期は大半が仁宗の治世下である。仁宗は乾興元年（1022年）に13歳で即位したが、劉太后が政治の実権を握っていた。明道2年（1033年）に劉太后が逝去した後、仁宗は親政を行い、嘉祐8年（1063年）に崩御する。
包拯は仁宗の天聖5年（1027年）に、29歳で科挙試験の進士に合格、建昌知県（県知事）に任命される。しかし、両親が高齢であるために故郷を離れようとせず、官を辞職する。両親の世話をし、その死後は喪に服したことなどで、その孝行ぶりは故郷に知れわたった。景祐3年（1036年）、包拯は38歳の時に再び仕官し、天長知県となった。その後順調に昇進し、嘉祐6年（1061年）に給事中・礼部郎中・三司使・枢密副使にまで上り詰めた。嘉祐7年（1062年）に病没、礼部尚書を追贈されている。

### 包拯の主な事跡
包拯は仁宗の時代に仕え、科挙試験で進士に及第し、大理評事、建昌知県、枢密副使にまで昇り詰めた。その間約26年に数多くの職を経ている。
包拯については、宋代に書かれた「仁宗実録・包拯附伝」と元代に書かれた『宋史』包拯伝の2つの歴史書があるが、両者とも記載は比較的簡単なものである。このうち正史である『宋史』包拯伝によれば、包拯が右司郎中として開封府尹代理を務めていた頃、極めて厳格で、権力があった宮中の貴族や宦官ですら恐れずに賄賂を摘発したので、非常に恐れられたという。民衆からは「包拯が笑う時は黄河が澄む時だ（めったにない）」とか、「関節（賄賂）到らず、閻魔包公有り」（閻魔の包さんがいる限り賄賂は通用しない）など、子供でも包拯のことを知っており、大変人気があったという。また、政府高官になっても庶民時代と同じ生活をしており、群れを作らず、賄賂を断じて取らなかったという。これらの話は歴史的事実として認められている。
1973年に合肥で包拯とその親族の6個の墳墓が出土した。その墓誌銘によってある程度『宋史』等の記述を補うことが期待されたが、不完全で不明確な部分もあった。

## 包公故事と清官文化
生前から庶民に人気があった包拯であるが、没後その名声はさらに高まり、特に南宋・元以来、包公故事（伝説）は広く語り伝えられた。結果、庶民に崇拝される特異な人物像が創り上げられ、後世の人々に伝えられて行った。包拯は清官（清廉潔白な官吏）の典型とされ社会に清官文化をもたらしたが、その故事中には正史『宋史』等にない逸話が多く歴史的事実かどうかという点で疑問視されている。
『宋史』以外に見られる宋代の記事は下記が知られている。
- 沈括（しん かつ、1030年 - 1094年）撰『夢渓筆談』卷二十二 謬誤 譎詐附「包孝粛尹京」の条[4]。この話は『棠陰比事』91の出典。
- 徐度[5]『卻掃編[6]』巻中 「包孝粛公之尹京也」の条。[7]。
- 彭乗[8]『墨客揮犀』[9]巻一 冒頭[10]。
- 司馬光『涑水記聞』巻十 「嘉祐七年五月辛未」の条[11]。包拯薨去の記事と『宋史』にある評判記。
- 桂万栄[12] 撰『棠陰比事』（刊行1211年？、元版系）の46「包牛割」、91「孝粛杖吏」は包拯の逸話であるが、前者は多くの故事・伝説の中で唯一『宋史』包拯伝の最初にある逸話であり、この事案は事実とされている。後者は沈括『夢渓筆談』からの収録。

## 広く伝わった「包公故事」
いかなる社会においても多くの場合、活躍した人物が著名であっても、死後にはその存在が人々の記憶から薄れてゆくのが自然である。ごく一部の人物のみ、後世の人々の関心を引き付け、さらに名前が広く知れわたることがある。包拯の場合、在世当時でも庶民から人気（信任）を得ていたが、最後の官位は枢密副使どまりであった。没後しばらくして、中国の歴史上で最も有名な清廉潔白な官吏として知られるようになり多くの伝説が出来上がった。
没後190年ほど後の南宋末期、金の元好問撰『続夷堅志』巻一 4 「包女得嫁」の条では、包拯が生前正直であったので没後冥界の役所を司っているという話になっている。
そして、宋元代には講談の種本である「話本」、古典地方劇の「戯文」や「雑劇」「鼓子詞（こしし）」、明清代には語り物の一種である「詞話」や「白話小説」「公案小説などにより、特色ある文化現象として形成される。
最も早く包公故事を文学の領域まで踏み込ませたのが、宋代に広く民衆に人気のあった「説唱」と呼ばれる、語りと歌をあわせた芸能から発展した「説話」であった。宋代には、都市の経済と文化が繁栄しており、北宋の開封や南宋の臨安のような大都市では、役人から商人、職人など幅広い階層の人々が集まり、雑劇、舞踏、鼓子詞や話本の発達をみた。その中でも「話本」は、主に「小説」と、歴史物語である「講史」に分かれ、小説は講史より内容が短く題材の幅が広い。小説には妖怪、伝説、神仙、妖術、公案（事件裁判もの）などがあり、宋代に撰述された「公案小説」は10篇ほどが伝わっている。
包公の公案小説は「合同文字記」と「三現身包龍図断冤」の2篇があるが、いずれも宋代の刊本は残存せず明代に編纂された六十家小説や三言二拍などに採録されたものである。
元代は小説などよりも演劇（元曲）が盛んになり、演じられた演目の中で公案を題材にした作品、公案劇が18種類残存しており、そのうち以下の11種類が包公関連である。
- 関漢卿「包待制三勘蝴蝶夢」
- 関漢卿「包待制智斬魯斎郎」
- 鄭延玉「包待制智勘後庭花」
- 武漢臣「包待制智賺生金閣」
- 李行道「包待制智勘灰闌記」
- 作者不明「包待制陳州糶米」
- 作者不明「包龍図智賺合同文字」
- 作者不明「神奴児大鬧開封府」
- 作者不明「玎玎璫璫盆児鬼」
- 曽瑞卿「王月英元夜留鞋記」
- 作者不明「張千替殺妻」

このように、元代に書かれた公案劇の6割ほどを包公ものが占めている理由としては、当時から各地に広く伝えられ民衆に与えた影響が大きかったため、と推測されている。これらの劇では、包公が公平に法を取り仕切るだけでなく、どのような悪人にも立ち向かい、その上に計略にも長け機知に富んでいる人物として描かれている。11種類の公案劇の中で処刑された人物は11人であり、皇族1名、官僚3名、その他に盗賊や商人などがいる。処刑された罪人以外では、流刑、財産没収、免職となった人物が10人以上を数える。このように幅広い階層にわたって処罰されているのは、当時の時代背景が関わっていると考えられる。当時は異民族モンゴルの王朝であり、社会の矛盾に対して民衆が激しく反応する時代であった。それに対する民衆が期待する役人像として、包公に反映されたと考えられる。
明代になると、公案小説が流行し多くの公案小説集が編纂されたが、万暦年間（1573年 - 1620年）以降の作品から採録、編纂されたものが『龍圖公案』（通称『包公案』）とされる。成立年に関しては天啓・崇禎年間（1621年 - 1644年）に雕版されたものが最早と推定されており、正確な成立年は不詳。『龍圖公案』に採録された公案小説は、『百家公案』から48則（51回）、『詳刑公案』から12則、『律條公案』から13則、『廉明公案』から22則、冥間断獄譚12則、その他出所不明3則、計100則で、これらの作品の文章を刪削、裁判官を包拯に変更、あるいは包拯を追加登場させて『龍圖公案』としたものである。このため文章の評価は低い。
清代になると長編の章回小説が隆盛をきわめる。包拯を扱った小説としては道光年間（1821年 - 1850年）の講釈師の石玉昆が書いた侠義小説『三侠五義』が、最も有名なものである。
伝説が広まるにつれ、包公は道教信仰において閻魔と同一だと考えられるようになり、あちこちに包公を祀る廟も立てられるようになった。

## 水滸伝との関連
北宋の時代は遼や金など北方異民族に脅かされた時代で南宋へと亡命政権が遷った激動の時代であった。そこで王族や宮廷の腐敗が悪役の元となり、それらに厳しく抗議した義侠心あふれる個性的な者たちは非常に人気があった。
それらの集大成が水滸伝であり、この包拯であったといえよう。ここで注意すべきは異民族が悪役たりえなかったことである。民衆はあくまで内政の中での腐敗に悪役の芽を見出していたことである。

## テレビドラマ『包青天』
包拯といえば、中華圏では子供から年寄りまで誰でも知る人物であり、絶大な人気を誇っており、徳川光圀を「黄門様」と日本で呼ぶように、尊敬をこめて包公（包さん）と呼ばれる。その人気ぶりは諸葛亮や関羽に引けをとらないものである。
その人気は1993年の台湾のTVドラマ『包青天』による部分も大きい。これは、名判官の包拯が公正無私で情け容赦なく悪人を裁き、民衆を助けるというお約束の展開をもつ、勧善懲悪物の時代劇である。日本で言えば水戸黄門・大岡越前・遠山の金さんなどに相当する存在である。「大岡政談」の「縛られ地蔵」は包拯故事が元であるとされる。また、包拯は黒い顔で額に三日月の傷があるという特徴的な容姿を備え、これは罪に対して秋霜烈日であることを象徴する。テーマ曲の黄安による「新鴛鴦蝴蝶夢」も大ヒットした。
これは京劇の影響があるとも言われ、一度見れば忘れられない姿といえる。ドラマの中での包拯は権力に屈することなく、罪人は皇族、大臣といえども裁きを下す。さらに私情を挟むこともなく、自分の甥であっても裁き、正義を貫いている。このドラマの原作といっても差支え無い存在が、清代に書かれた武侠小説『三侠五義』である。TVドラマ『包青天』は、この『三侠五義』をもとにして登場人物が設定されている。
また、このドラマを元にした非公認ファミリーコンピュータ用ゲーム『包青天（Judge Bao)』『新包青天Ⅱ（Impartial Judge）』も売られていた（主に、台湾、中国、タイなどで出回っていた。許可をとっているかは不明）。韓国ではこのドラマをもとにしたプラモデルやCMもあった。

### 登場人物
レギュラー陣
- 包拯 - 開封府知府。一応の主人公。
- 展昭 - 字は熊飛。武芸に秀で義を重んじる性格から「南侠」とも呼ばれる。皇帝から「御猫」の称号を賜り、御前四品帯刀護衛に任じられる。包拯の部下。ドラマでは武芸者として出番が多い。
- 公孫策 - 包拯の参謀役。もとは科挙の落第生であるが天才的な頭脳で事件を推理する。包拯の部下であるが包拯や周りから公孫先生と呼ばれている。
- 王朝、馬漢、張龍、趙虎 - 元山賊の4人組。包拯の部下であり、包拯の護衛、事件捜査をする。刑の執行を担当している。

準レギュラー
- 仁宗 - 北宋の第四代皇帝趙禎。「狸猫換太子」の主人公と言える存在。
- 龐吉 - 悪役。娘が仁宗の妃であり、北宋の太師。馬鹿息子を包拯に処刑され根に持っている。
- 襄陽王 - 悪役。皇叔であり、皇帝の位を虎視眈々と狙っている。
- 白玉堂 - 錦毛鼠と呼ばれ五鼠の五弟。文武両道で義を重んじるが陰険で残忍。展昭の好敵手。陰険で残忍だが正義の味方。『三侠五義』では非業の死を遂げている。

1974年に台湾の中華電視台による『包青天』が最初のテレビドラマ化であり、350話まで放送された。その後1993年に再びドラマ化、金超群が包拯を演じ、これが中華圏で大ヒットする。236話製作され、東南アジアでも大ヒットする。その後、香港のテレビ局無綫電視・亜洲電視でも類似作品が続々と製作され、包拯を扱った作品は中華圏の定番時代劇となる。

## 関連書籍
- 孔繁敏『包拯研究：歴史與藝術形象中的包公』1998年 中国社会科学出版社 ISBN 7-5004-2248-2